# 达伦·沃德
達倫·禾特（Darren Ward，1974年5月11日—），乃一名出生於英格蘭威爾斯的已退役足球運動員，司職門將。

## 生平

### 球會
早期
達倫·禾特早期先後在、和。
諾域治
達倫·禾特在2004年7月加盟诺里奇城，希望能在英超上陣。但是英格蘭門將的出色表現，令他長期坐冷板凳。他只曾在2004/05年球季在諾域治肯定降班後在對的聯賽中上陣。
新特蘭
在2005/06年球季結束後，達倫·禾特成了自由身。在2006年8月4日，他加盟英冠球會新特蘭。他在10月17日對的比賽中首次為新特蘭上陣。後來從青年門將手中奪下了正選門將的位置。他的表現，曾受當時領隊（George Burley）的讚賞。
在2007年12月，達倫·禾特在對的比賽中首次為新特蘭在英超上陣，沒有失球。在2008年的冬季轉會市場，達倫·禾特拒絕加盟蘇格蘭班霸格拉斯哥流浪，寧願留在新特蘭爭取上陣機會。2009年3月2日被外借到英冠球隊狼隊直到球季結束，惟最終沒有上陣機會。

### 國家隊
達倫·禾特共代表威爾斯5次。

## 外部連結
- 足球数据库：達倫·禾特的球员统计数据
- 達倫·禾特新特蘭官方球員介紹 （页面存档备份，存于）
- ex-canaries.co.uk球員介紹 （页面存档备份，存于）